# Hulstkamp

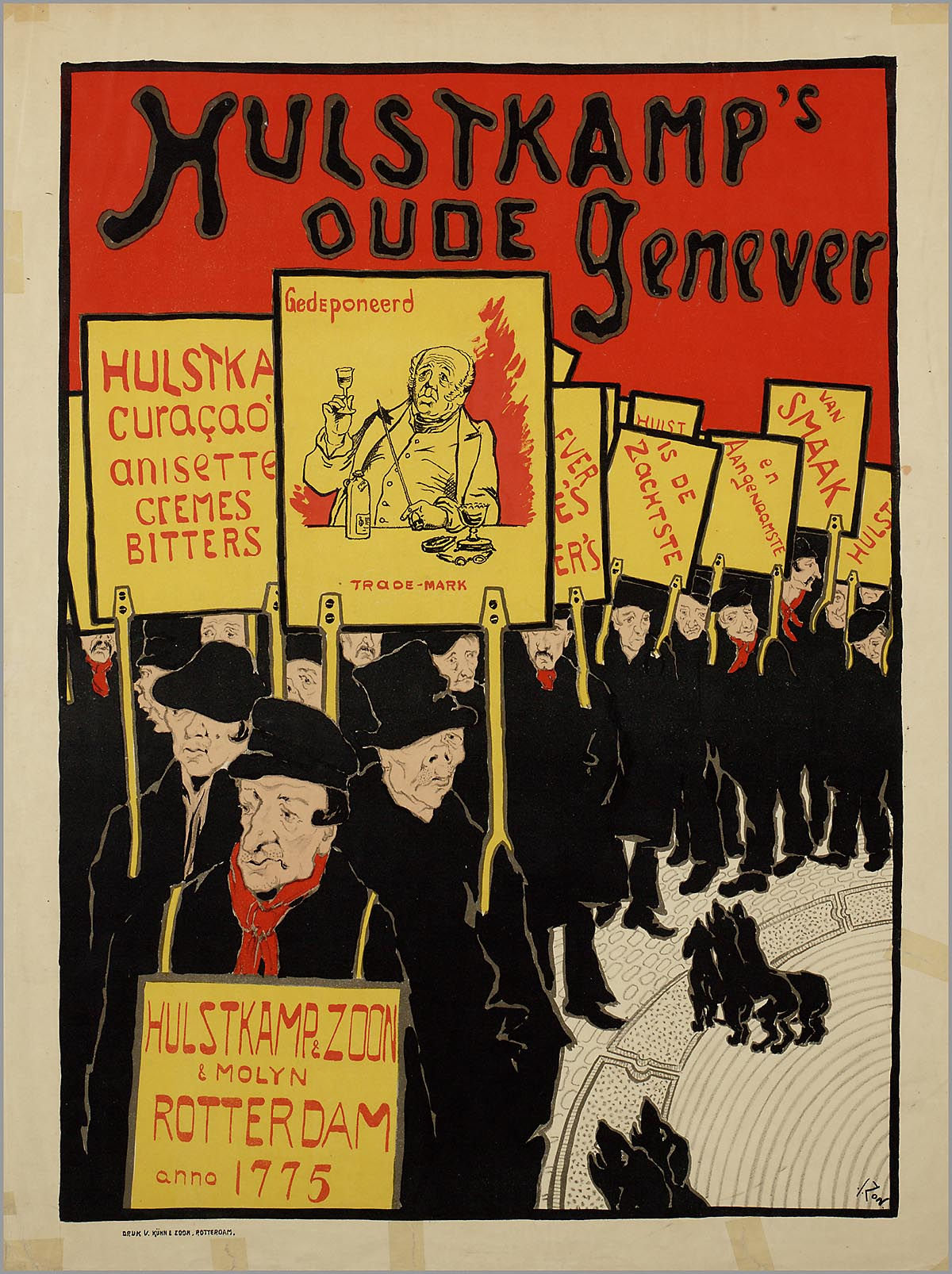
Affiche uit begin 20e eeuw

Hulstkamp (voluit Hulstkamp en Zoon & Molijn) was een Rotterdamse destilleerderij, in 1823 ontstaan uit de firma Hulstkamp & Hoogeweegen.
Op 1 januari 1818 associeerde Joannes Hoogeweegen zich met Jacob Hulstkamp en werd de in 1777 opgerichte "Sociëteit tot het doen van negotie in wijnen, brandewijnen en gedistilleerde wateren Hendrik en Jan Hoogeweegen" voortgezet onder de naam: "Hulstkamp & Hoogeweegen".
In verband met de slechte gezondheidstoestand van Hoogeweegen werd later besloten de boekhouder van het kantoor Daniël Molijn, alsmede Jan Lodewijk Hulstkamp (zoon van Jacob) als nieuwe vennoten in de firma op te nemen. Vanaf 3 maart 1823 werd de zaak voortgezet onder de naam "Hulstkamp & Zoon & Molijn".
In de jaren 40 van de 19e eeuw stichtte Hulskamp ook een aardappelmeelfabriek en stroopfabriek aan de Rotte onder Hillegersberg.
Hulstkamp had ook vestigingen in het buitenland, zoals in Brussel (1890), Düsseldorf (1900) en Polen. Ook werd in 1914 een vestiging in de jeneverstad Schiedam geopend. In 1909 werd de likeurstokerij "B.A. van Dorp", overgenomen.
In 1919 werd een kantoorpand aangekocht uit het faillissement van de firma Laming & Sons aan de Maaskade te Rotterdam, dat nog steeds het Hulstkampgebouw wordt genoemd.
In 1979 werd het bedrijf overgenomen door Bols.

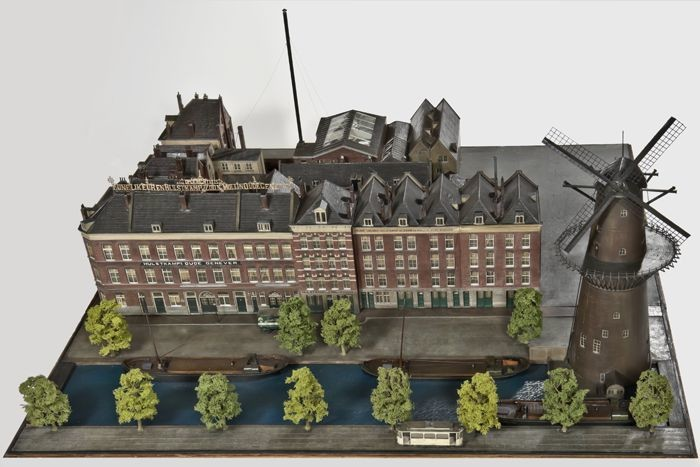
Maquette van de gebouwen aan de Coolvest met molen De Hoop, ca. 1913-1919, Museum Rotterdam
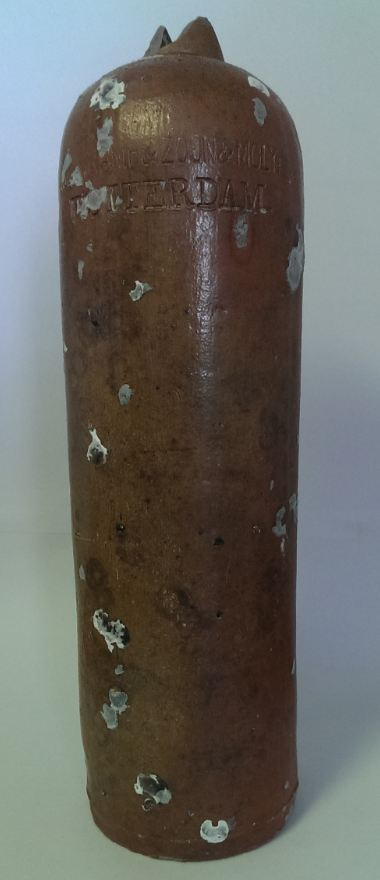
Kruik gevonden bij baggerwerkzaamheden in Jakarta, Indonesië
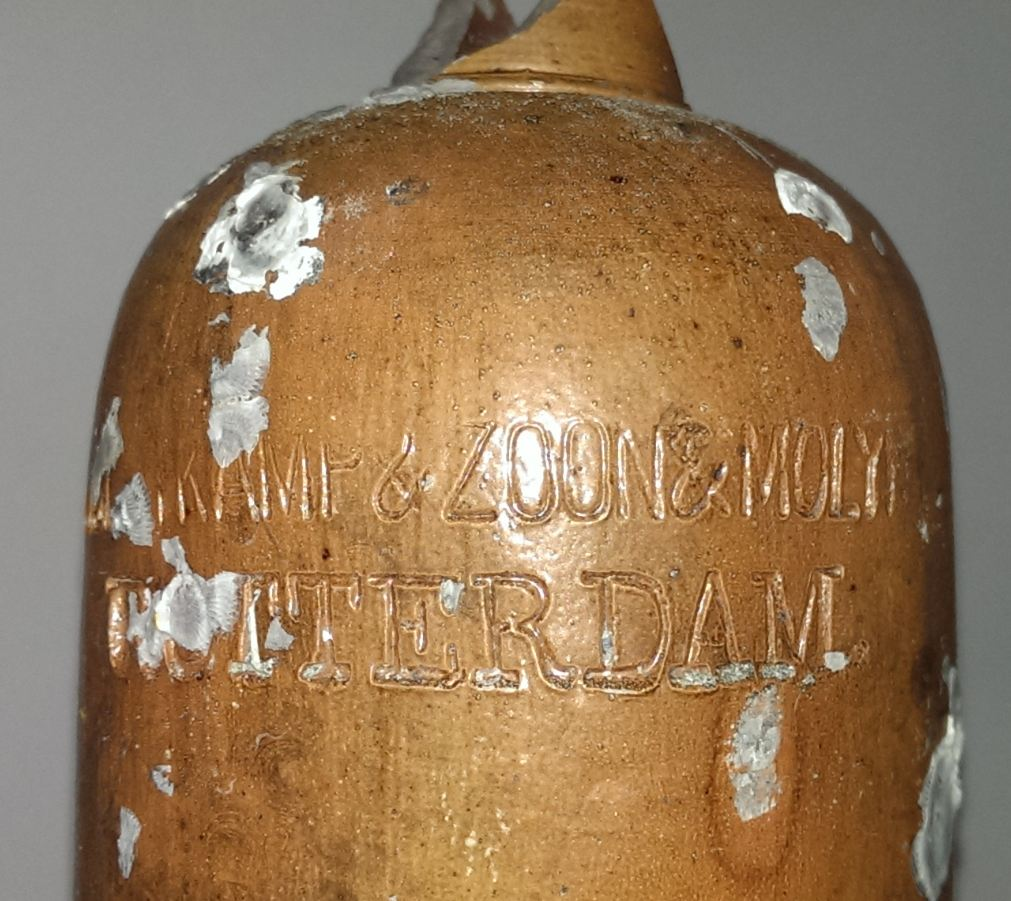
Detail met het opschrift Hulstkamp & Zoon & Molyn Rotterdam